# Saddle Rock
Saddle Rock és una població dels Estats Units a l'estat de Nova York. Segons el cens del 2000 tenia 791 habitants.

## Demografia
Segons el cens del 2000, Saddle Rock tenia 791 habitants, 265 habitatges, i 236 famílies. La densitat de població era de 1.272,5 habitants per km².
Dels 265 habitatges en un 34,7% hi vivien nens de menys de 18 anys, en un 81,5% hi vivien parelles casades, en un 3,8% dones solteres, i en un 10,9% no eren unitats familiars. En el 8,7% dels habitatges hi vivien persones soles el 7,5% de les quals corresponia a persones de 65 anys o més que vivien soles. El nombre mitjà de persones vivint en cada habitatge era de 2,98 i el nombre mitjà de persones que vivien en cada família era de 3,15.
Per edats la població es repartia de la següent manera: un 23,1% tenia menys de 18 anys, un 7,6% entre 18 i 24, un 15,7% entre 25 i 44, un 33,6% de 45 a 60 i un 20% 65 anys o més.
L'edat mediana era de 48 anys. Per cada 100 dones de 18 o més anys hi havia 92,4 homes.
La renda mediana per habitatge era de 125.630 $ i la renda mediana per família de 137.962 $. Els homes tenien una renda mediana de 92.073 $ mentre que les dones 40.625 $. La renda per capita de la població era de 63.242 $. Entorn del 3,4% de les famílies i el 3% de la població estaven per davall del llindar de pobresa.